# Chiesa di San Salvatore (Benetutti)
La chiesa di San Salvatore è un edificio religioso situato a Benetutti, centro abitato della Sardegna centrale. Consacrata al culto cattolico, fa parte della parrocchia di Sant'Elena, diocesi di Ozieri.